# La Magdelaine-sur-Tarn
La Magdelaine-sur-Tarn este o comună în departamentul Haute-Garonne din sudul Franței. În 2009 avea o populație de 1.003 de locuitori.

## Evoluția populației
| An        | 1975 | 1982 | 1990 | 1999 | 2006 | 2009  |
| --------- | ---- | ---- | ---- | ---- | ---- | ----- |
| Populație | 258  | 392  | 492  | 609  | 905  | 1.003 |

## Monumente

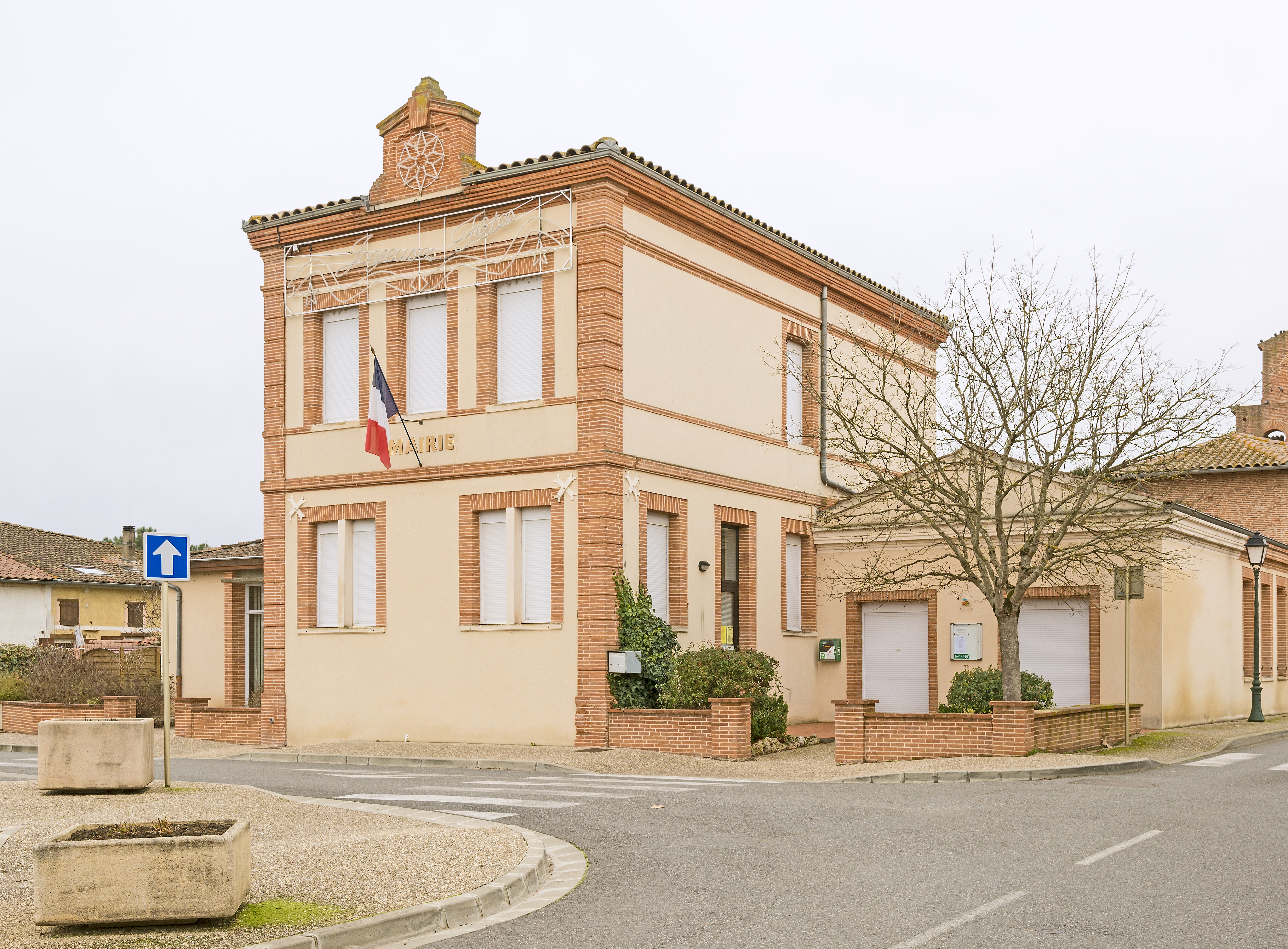
Primărie.
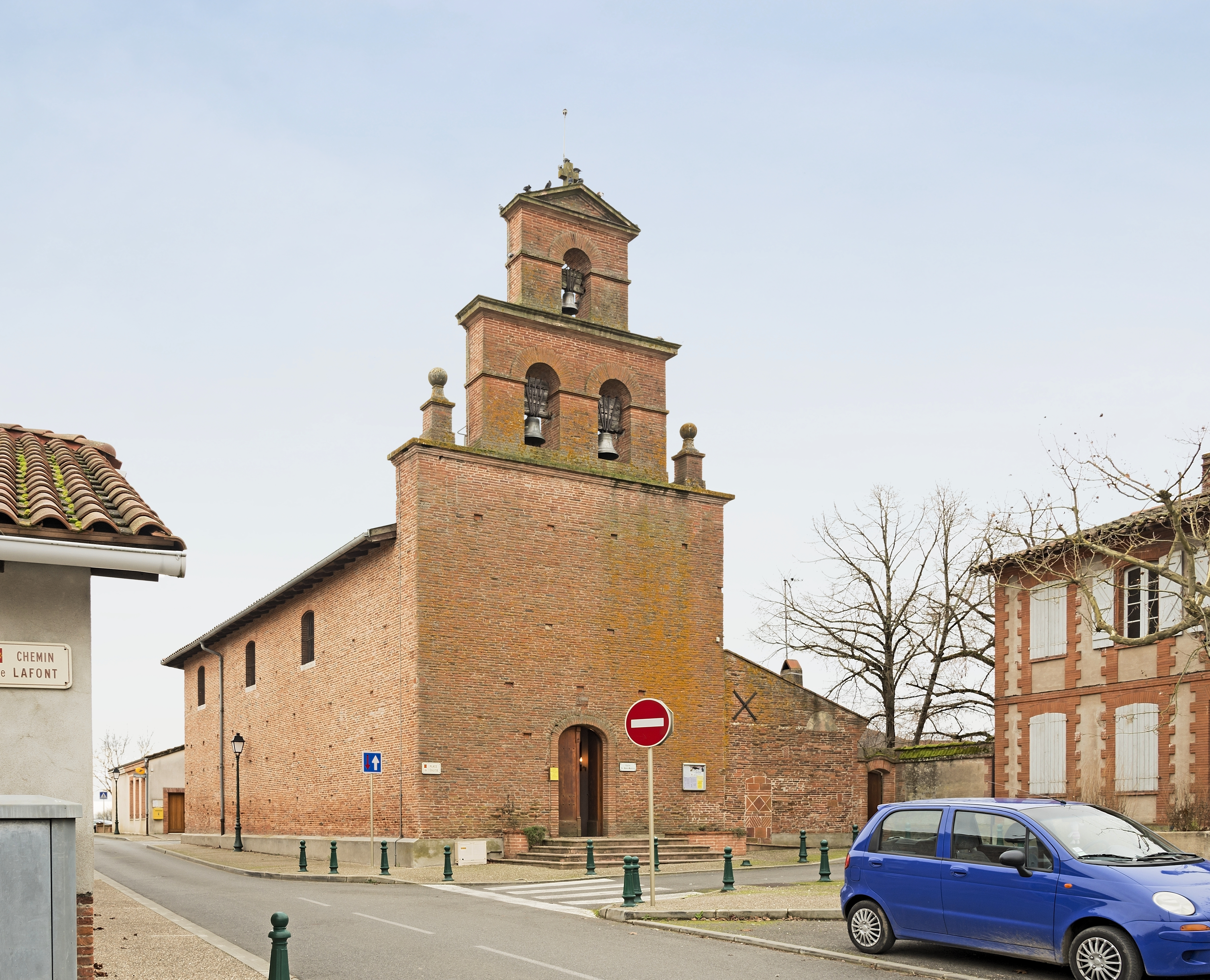
Biserica.
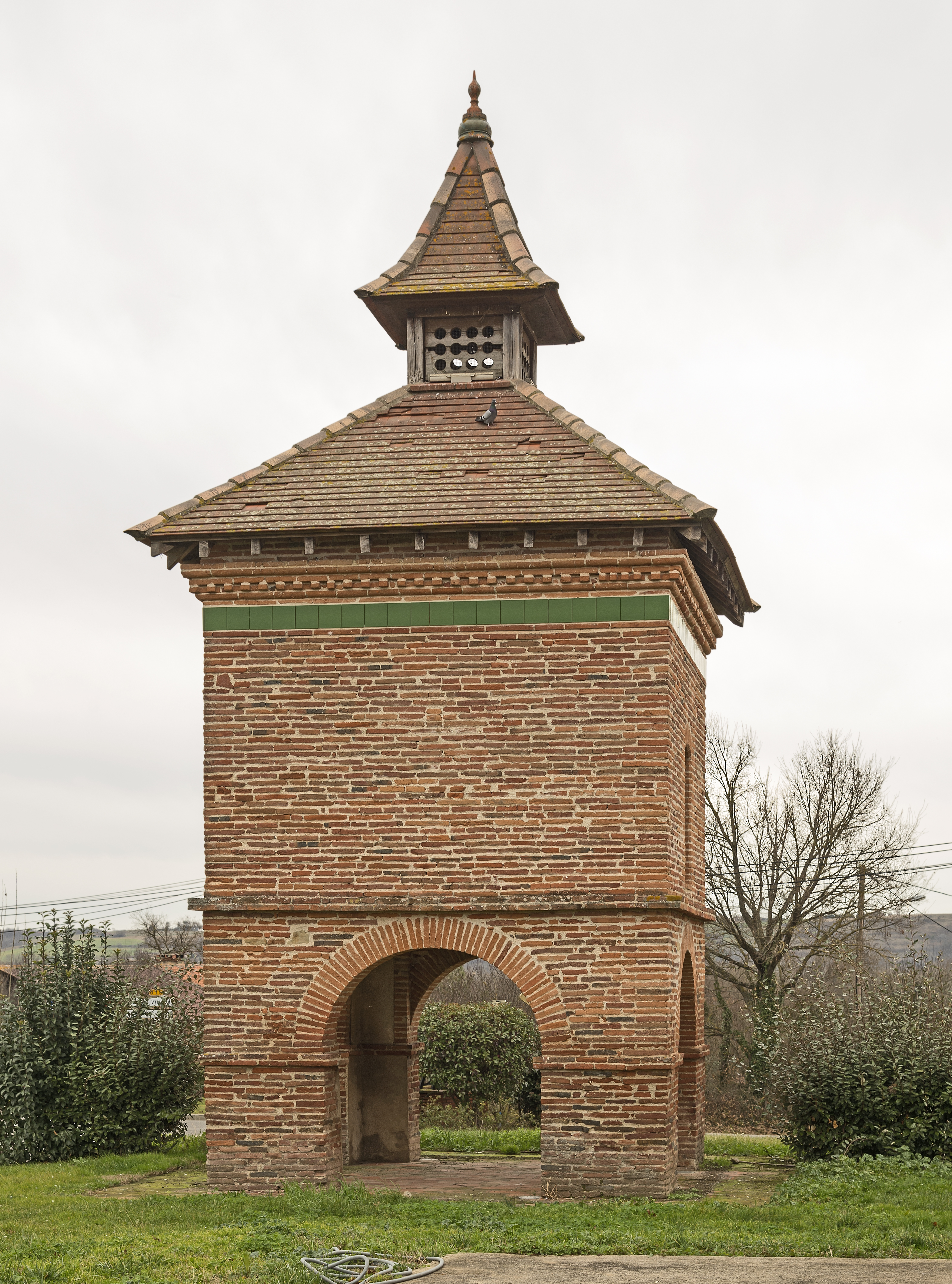